# Nušibi
Nušibi ali Nu-šibi (kitajsko: 弩失畢; pinjin: Nǔ shībì, kitajska izgovorjava: [*nuoXɕiɪt̚piɪt̚]) je bilo kitajsko skupno ime petih gokturških plemen desnega (zahodnega) krila v Zahodnem turškem kaganatu. Plemena so bila del konfederacije Onok (Deset puščic, kitajsko: 十箭; pinjin: šídžiàn, staroturško 𐰆𐰣:𐰸, latinizirano: On Ok). Nušibi so v kitajskih virih prvič omenjeni leta 651, po letu 766 pa se nič več ne omenjajo. Zasedali so ozemlja Zahodnega turškega kaganata zahodno od reke Ili v sodobnem Kazahstanu.

## Etnične značilnosti
Na Afrasiabskih stenskih slikah so prikazani kot etnični Turki in ne poturčeni Sogdijci, kar nakazujejo izrazite mongoloidne poteze in obrazi brez brade. Na slikah so najštevilnejša etnična skupina in niso veleposlaniki, temveč vojaški spremljevalci. Njihova upodobitev ponuja edinstven vpogled v nošo Turkov v 6.-7. stoletju n. št.  Običajno so nosili tri ali pet dolgih kit, pogosto združenih v eno samo dolgo kito. Na slikah nosijo do gležnjev dolge enobarvne plašče z rokavi in dvema reverjema in nizke črne škornje z ostro konico ter zlate zapestnice z lapisom  lazuli ali biseri.

## Zgodovinski okvir

### Zahodni turški kaganat
Po razdelitvi Prvega turškega kaganata leta 604 so bila v Zahodnem  turškem kaganatu sprva tri plemena Nušibijev (desno krilo) in pet plemen Dulujev (levo krilo). Kasneje sta se dve plemeni Nušibijev, Askal in Kuošu, reorganizirali in razpolovili, da se je število plemen Nušibijev povečalo na pet, skupaj na deset. Plemena so dobila ime Onok (kitajsko 十箭, deset puščic). Nušibiji in Duluji so pripadali turškim plemenom skupine Čuj in govorili sorodna narečja.
Prenos vrhovne oblasti z Dulujev na Nušibe je imel posledice po celi Evraziji. Nušibi so namreč nadzirali in imeli koristi od delovanja svojega odseka transkontinentalne trgovske svilne ceste in bili zavezniki Sogdije, verige majhnih oaznih kneževin, ki so tudi spadale v Zahodni turški kaganat in bile glavni operaterji svilne ceste. Nušibi in Sogdijci so postali vezni člen med Bizantinskim cesarstvom in Kitajsko, velesilama, zainteresiranima za nemoteno trgovanje med vzhodom in zahodom. Na zahodu so koalicijo sestavljali tudi Hazari na severnem Kavkazu in Bolgari v Pontskih stepah. Te povezave so bile v nasprotju interesov drugih veliki sil, Perzije in Vzhodnega turškega kaganata, in v 7. stoletju povzročile prvo svetovno vojno.
Nušibske interese v Zahodnem turškem kaganatu je zagovarjal Tong jabgu kagan, iz armenskih letopisov znan "kralj severa". Njegovo glavno mesto se je nahajalo severno od oaze Čač (sodobni Taškent). Obdobje prevlade Nušibijev je leta 628 prekinil skupni upor plemen Karlukov in Dulujev ter posledična smrt Tong jabgu kagana. V medvladju je vladal Tongov stric in morilec Bagatur kagan. Frakcija Dulu je obnovila svoj prejšnji prevladujoči položaj. Državni udar je prinesel precejšenje spremembe: Bagatur kagan je moral leta 630 Bolgarom podeliti neodvisnost in jim dovoliti, da se reorganizirajo v to, kar je postalo znano kot Velika Bolgarija. Nušibsko opozicijo uzurpatorju je vodil Ašina Nišu, vladar s sedežem v Pajkendu v provinci Buhara. Kagan Kulug Sibir je bil leta 631 ubit in Nušibi so na njegovo mesto postavili svojega izbranca Irbis Išbara sir kagana, sina Tong jabgu kagana. Sir jabgu kagan je bil v zahodnem svetu znan kot Sindžibu in Sizibul. Sir jabgu kagana je kmalu zamenjal Ašina Nišu pod imenom Dulu kagan, verjetno zato, da bi se pomirila severna plemena Dulu. Naslednje nasledstvo je sledilo tradicionalnemu turškemu stranskemu vrstnemu redu. Na prestol je prišel Nišujev mlajši brat Išbara Tolis šad (vladal 634–639), ki je izvedel veliko reformo s privolitvijo v avtonomijo kril Dulu in Nušibi in voditelji, ki niso bili iz klana Ašina. Nova ureditev je škodovala Karlukom, Jagmam, Kipčakom in Basmilom in najbolj Čumijem.

### Neodvisnost
Leta 647 je bil Zahodni turški kaganat skladno s sporazumom razdeljen na dve neodvisni državi. Meja med njima je bila reka Ili. Neodvisnost je trajala do ustanovitve Drugega turškega kaganata. Leta 667 so se Nužibiji združili s Tibetanskim cesarstvom. Okoli leta 720 je Kul Tigin porazil vojsko nušibske plemenske zveze pod vodstvom plemena Ezgil in podjarmil nekdanje "zahodno krilo", ki se od takrat ne omenja več v pisnih virih. Vojni pohod je omenjen v Bilge kaganovih Orhonskih napisih. 

## Etnična in jezikovna pripadnost
Razlika med skupinama Nušibi in Dulu je bila izključno ekonomska, posledica njune relativne geografske lege. Duluji so naseljevali severni del srednjeazijskih step, odmaknjeni od glavnih žil svilne ceste in dobičkov od nje. Glavni vir dohodkov Dulujev je prihajal iz Turfana oziroma Turfanskega bazena. Nušibi so posedovali ozemlje južno od Dulujev in nadzirali velik odsek glavnih karavanskih poti in številne stranske veje svilne ceste in bili zato gospodarsko močnejši. Dvojezični turško-sogdijski trgovci so upravljali niz oaznih mestnih držav s skupnim imenom Sogdija in vzpostavili simbiotični odnos s svojimi nušibskimi nomadskimi sponzorji. 
Lev Gumiljov je ugotovl, da sta bila jezika dulu in nušibi narečji tipa "jo" (jabgu) in spadali v kipčaško sibirsko vejo turške jezikovne družine.

## Orhonski napisi[13]
Bilge kaganov napis, prva stran, 14: 
Jaz, Tengriju všečen in od Tengriju všečnega Bilge kagana Turkov rojen. Poslušaj moje besede. Ko je vladal moj oče, Bilge kagan, ste vi, vrhovni turški begi, nižji tarduški begi, šad–apit begi na čelu s Kul Čurom, ostali tuleš begi, Apa Tarkan…
Bilge kaganov napis, prva stran, 15: 
pod vodstvom šad-apit begov, Bajruki … Tamgan tarkan, Tonjukuk, Bojla Baga tarkan, Bujruki … Notranji Bujruki pod vodstvom Sebek Kul Erkin, vsi bujruški begi! Moj oče …
Bilge kaganov napis, druga stran, 2: 
Jaz, Tengriju všečen in od Tengrija rojen turški kagan, postavljen na prestol. Poslušajte moje besede. Vsi, moji mlajši bratje in sinovi, moje ljudstvo in sorodniki, moje ljudstvo, moji šad-apit begi na jugu, tarkani in bujruk begi na severu, Trideset (Tatarov ?), begi in ljudstvo Devetih Oguzov! Poslušaj moje besede! Vsa ljudstva za menoj in na vzhod proti sončnemu vzhodu
Kul Tiginov napis, druga stran, 2: 
Smo se borili z [...] proti Košu tutuku. On  [Kul Tigin] je ubil mnogo njihovih hrabrih mož. Prinesel je veliko njihove lastnine. Ko je bil Kul Tigin star sedemindvajset let, je odšel h Karlukom. Oni so postali naši sovražniki. Odšli smo na pohod proti povirju Tamak-iduka.